# Aurornis
Aurornis – wymarły rodzaj dinozaura należącego do teropodów, który żył w dzisiejszych Chinach w późnej jurze, 160 mln lat temu.
Rodzaj Aurornis opisali i nazwali Pascal Godefroit, Gareth Dyke, Andrea Cau, Hu Dong-Yu, François Escuillié i Wu Wenhao w 2013 r. Nazwa rodzajowa pochodzi od łacińskiego słowa aurora, czyli „świt” i starogreckiego ὄρνις czyli „ptak”, a termin A. xui honoruje paleontologa Xu Xing.

## Opis
Był on bardzo małym dinozaurem mającym ok. 50 cm długości. Czaszka była smukła, wąska, długości 57 mm, ramiona były stosunkowo długie. Zwierzę pokrywały pióra, które przypominały puch, na ogonie i rękach prawdopodobnie występowały lotki. Jego szkielet był podobny do Archeopteryksa, lecz jego anatomia była bardziej prymitywna. Aurornis żył około 160 mln lat temu.

## Historia odkryć
Szkielet został zakupiony u lokalnego handlarza, który sądził, że skamieniałości zostały wykopane w Yaoluguo w zachodniej części prowincji Liaoning w Chinach, lecz późniejsza analiza pokazała, że pochodzi z formacji Tiaojishan. Holotyp, YFGP-T5198, składa się z praktycznie całkowitego szkieletu. Zachowały się również pióra wzdłuż czaszki, kręgosłupa i ogona. Jest to prawdopodobnie dorosły okaz.  W dniu 7 czerwca 2013 r. magazyn Science opublikował artykuł, w którym zauważono, że Pascal Godefroit, paleontolog kierujący zespołem, który opisał Aurornis, poinformował, że nie jest pewien, czy materiał kopalny pochodzi z liczącej 160 milionów lat formacji Tiaojishan w prowincji Liaoning.

## Klasyfikacja
Jest to prawdopodobnie najbardziej bazalny dziś znany dinozaur należący do grupy Avialae. W dodatku analiza filogenetyczna pokazała, że należał do gromady ptaków w pozycji bardziej podstawowej niż Archaeopteryx. Sklasyfikowanie A. xui jako ptaka jest jednak przedmiotem kontrowersji, ponieważ istnieje wiele różnych definicji słowa „ptak”. Ostatnie odkrycia podkreślają, że niewidoczna jest granica między ptakami i dinozaurami.
Paleontolog Luis Chiappe powiedział na temat kończyny przedniej A. xui: „jest zbyt krótka, aby być nogą prawdziwego ptaka”. Stwierdza on, że „jest on bardzo podobny do ptaka, ale nadal nim nie jest”.

## Paleoekologia
Aurornis został odkryty w formacji Tiaojishan liczącej 164–156 mln lat i leżącej w prowincji Liaoning w północno-wschodnich Chinach. W tym czasie panował tu klimat umiarkowany, ciepły i wilgotny; był to teren wulkaniczny. Florę reprezentowały tu drzewa iglaste, miłorzębowe, sagowce (Zamites i Williamsonia), skrzypy, paprocie (Cladophlebis, Dicksonia), mszaki i wiele innych.
Odkryto także wiele zwierząt takich jak:
- owady: jętki, ważki, widelnice, prostoskrzydłe, pluskwiaki, sieciarki, chrząszcze, błonkoskrzydłe i muchówki,
- płazy: Chunerpeton, Beiyanerpeton,
- ssaki: Castorocauda, Juramaia i Volaticotherium,
- pterozaury: Darwinopterus, Dendrorhynchoides, Jeholopterus, Jianchangnathus, Pterorhynchus i Wukongopterus,
- dinozaury:  Xiaotingia, Tianyulong, Pedopenna, Epidexipteryx, Eosinopteryx, Anchiornis.